# 御木惇史
御木 惇史（みき あつし、1983年11月30日 - ）は、日本のドラマー、打楽器奏者、トラックメイカー、画家。

## 来歴
神奈川県横浜市生まれ。東京都品川区出身。幼い頃、品川区南品川に住んでいた。祭り好きな祖母の影響もあり和太鼓や神輿を身近に感じる環境で育てられた。兄の影響で和太鼓に興味を持ち、6歳で実の兄である和太鼓奏者御木裕樹へ弟子入りをする。13歳で見たライブでのドラム演奏をきっかけにプロドラマーになることを決意。その翌日にドラム教室無料体験のチラシがポストに入っており「運命を感じた」とインタビューで語っている。YAMAHA音楽教室に通いながら友達とバンドを組み活動した。翌年14歳でプロの舞台に立ち、ドラマーとしてプロデビュー。
2000年　17歳、ドラマー東原力哉と共演。
2003年　20歳より胡弓演奏家、楊興新のコンサートに出演。
2014年　31歳、自身が主宰・運営・プロデュースする音楽・アートイベントGROOVE DE NIGHTではジャズ・ベーシスト鈴木勲と共演。
2015年からドラムと和太鼓とパーカッションを織り交ぜてセッティングする独創的な演奏スタイルでソロパフォーマンスを行うようになる。それ以前もドラムセットでのソロパフォーマンス演奏はしていたが和太鼓が組み込まれることは無かった。
2017年より、Michael Kanekoのバンドメンバーとしてフジロックフェスティバルをはじめ日本国内の音楽フェスティバルへ多数出演する。同年、ファッションブランドボルコムが開催した世界同時グローバルコンテスト''ThisFirst'' （2017） 日本代表・グランプリを受賞。同年9月、アメリカ・テキサス州オースティンで開催されたファイナルパーティーへ招待され、ドラム・和太鼓・パーカッションを融合させたオリジナルセットでソロパフォーマンスを披露した 。ソロパフォーマンスでは20〜30分ほど演奏することがある。そのスピリチュアルな世界観と独特の間は和モノ・レアグルーヴの最高峰とも言われている。
2018年8月公開 ヨーロッパ発 フリースケートボードマガジン[Volcom Road Rager in Italy　Movie]のドラムを担当。ラグビーオーストラリア代表ワラビーズのレセプション公演を担当。
2019年9月 南アフリカ共和国のアーティストKWELAとの合作「SEBATA 獣」を発売。同年、スノーボード オリンピック日本代表 中井孝治が軸となり製作したスノーボードフィルム『PURE JAM』へ楽曲提供。ラグビーワールドカップ2019 決勝戦にて2回公演ライブを担当。Pearl Drum（パール楽器製造）新商品 Rhythm Traveler “Black Box” CMに起用。
2020年　セイビアンシンバル / HHX  X-PLOSION CRASH16" POP画像に起用。ファッションブランドBAYFLOWキャンペーンにてさまぁ〜ず, Michael Kaneko, Baby Kiyと出演。さまぁ〜ずへパーカッションレッスンを担当。
2022年アメリカのターンテーブリスト、ヒップホップ DJ クルー The Beat Junkies メンバー DJ CURSEをフィーチャリングに迎えたソロ作品「GUM feat.DJ CURSE」をリリース。Volcom Ambassador、パール楽器製造株式会社とエンドースメント契約（モニター契約）アーティスト。

## 作品

### アナログレコード・配信
|   | タイトル曲        | B面     | 発売日        | 規格品番  | 作品形態         |
| - | ----------------- | ------- | ------------- | --------- | ---------------- |
| 1 | 雨と山            | odyssey | 2018年10月3日 | SEZR-1001 | アナログレコード |
| 2 | SEBATA 獣         |         | 2019年9月9日  | SEZR-1002 | 配信             |
| 3 | GUM feat.DJ CURSE |         | 2022年3月16日 | SEZR-1003 | 配信             |

### 演奏参加
| 発売日         | タイトル                                                         | アーティスト                             | 収録曲 | 担当                                    |
| -------------- | ---------------------------------------------------------------- | ---------------------------------------- | --- | --------------------------------------- |
| 2003年2月1日   | 風林火山                                                         | 御木裕樹                                 | Ⅱ.林 | パーカッション                          |
| 2003年2月1日   | 和太鼓 御木裕樹ライブ “スーパー和太鼓”無限に広がる和太鼓の可能性 | 御木裕樹                                 | | ドラムス                                |
| 2011年8月26日  | PROOF                                                            | 田中光 & MASAYA YONEYAMA                 | ELEMENT feat.難病BEAT声蔵 cuts by MASAYA YONEYAMA                                                                           | ドラムス 難病BEAT声蔵名義               |
| 2012年11月9日  | I LOVE YOU                                                       | 楊興新                                   | 1. I LOVE YOU | ドラムス                                |
| 2017年9月13日  | 青春のエキサイトメント                                           | あいみょん                               | 9. RING DING | ドラムス                                |
| 2018年11月14日 | COME ONE,COME ALL                                                | Miyuu                                    | 1. never be fine 2. Your way                                                                                                | ドラムス                                |
| 2018年11月14日 | Circle                                                           | 村上佳佑                                 | 3. Nothing But You | ドラムス                                |
| 2019年2月13日  | 瞬間的シックスセンス                                             | あいみょん                               | 5. プレゼント | ドラムス                                |
| 2019年3月13日  | MUSiC                                                            | 私立恵比寿中学                           | 9.星の数え方 | ドラムス                                |
| 2019年4月17日  | ハルノヒ                                                         | あいみょん                               | 2. 鯉 | ドラムス                                |
| 2019年9月9日   | SEBATA 獣                                                        | KWELA&ATSUSHI ATSUSHI&KWELA              | 1．SEBATA 獣 | ドラムス・和太鼓・パーカッション        |
| 2019年10月18日 | SNOW BOARDING FILM「PURE JAM」                                   | PURE JAM                                 | SNOW VOICE VERSION3 GATE BRIDGE PAINT FLOW 楽曲提供                                                                         | ドラムス・楽曲提供 miggy;Po名義でも参加 |
| 2019年12月11日 | JAWS, Vol.１                                                     | 白鲨 JAWS                                | 彗星 / 一直拼盡全力就好了                                                                                                   | ドラムス                                |
| 2020年2月25日  | 死にたい夜にかぎって                                             | アイナ・ジ・エンド(BiSH)                 | 死にたい夜にかぎって | ドラムス                                |
| 2020年3月14日  | 遊                                                               | Teijun Fujihira                          | 1.盂蘭盆供養和讃 3.施餓鬼供養和讃 5.総本山長谷寺和讃                                                                        | ドラムス・和太鼓                        |
| 2020年3月12日  | ファンファーレ                                                   | にゃんぞぬデシ                           | ファンファーレ | ドラムス                                |
| 2020年4月23日  | I Love You Baby                                                  | 脳ジャズ(NOUJAZZ)feat. J. Lamotta すずめ | I Love You Baby | パーカッション                          |
| 2020年7月23日  | summer together                                                  | Miyuu                                    | summer together | ドラムス                                |
| 2020年8月19日  | ESTERO                                                           | Michael Kaneko                           | 5.This Game | ドラムス                                |
| 2020年9月9日   | おいしいパスタがあると聞いて                                     | あいみょん                               | 5.朝陽 | ドラムス                                |
| 2021年1月1日   | すっからかん                                                     | 瑛人                                     | 1.僕はバカ | ドラムス                                |
| 2021年3月24日  | LA LA RAINBOW                                                    | Miyuu                                    | 1.introduction～over the rainbow～ 4.yellow light tonight 5.indigo night 6.step it(pray) 7.fly 8.summer together 11. purple | ドラムス                                |
| 2021年6月9日   | HOLIDAY feat.Michael Kaneko                                      | 大比良瑞希                               | HOLIDAY feat.Michael Kaneko                                                                                                 | ドラムス                                |
| 2021年6月23日  | love is alive                                                    | mihoro*                                  | 2.孤月 | ドラムス                                |
| 2021年7月6日   | 残して                                                           | アイナ・ジ・エンド(BiSH)                 | 残して | ドラムス                                |
| 2021年8月25日  | DRIVEAWAY feat. 藤原さくら                                       | Michael Kaneko                           | DRIVEAWAY feat. 藤原さくら                                                                                                  | ドラムス                                |
| 2021年11月24日 | THE ZOMBIE                                                       | アイナ・ジ・エンド（BiSH）               | 5.神様 9.残して | ドラムス                                |
| 2023年6月14日  | ぬくもり                                                         | 川崎鷹也                                 | 1.オレンジ | ドラムス                                |

イベント
- 「DAX-Space Shower Digital Archives X -THE CAMP BOOK』 Kenichiro Nishihara（西原健一郎） / Michael Kaneko ドラム参加 - 2018年9月25日OA
- SPACE SHOWER TV『DAX-Space Shower Digital Archives X -SNOW MONKEY BEER LIVE』Michael Kaneko band ドラム参加 - 2017年4月25日OA

### 映像作品
- スピンコースターが提供するMusic Bar Session にてMichael Kaneko - Cracks In The Ceiling（ドラム参加・出演）- 2019年6月2日OA
- ヨーロッパ発 Free Skateboard Magazine [Volcom Road Rager in Italy] Movieのドラムを担当（ドラムレコーディング参加）- 2018年8月3日公開（0:00〜0:40までを御木惇史が担当）[4]
- YouTube Music Sessions / Michael Kaneko Band（ドラム出演）- 2017年12月14日OA
- ファッションブランドBAYFLOWキャンペーンへ さまぁ〜ず、Michael Kaneko、 Baby Kiyと出演　さまぁ〜ずへパーカッションレッスンを担当- 2020年5月13日公開

## 主なライブ出演

### 2017年
- 2/8 [東京] 渋谷タワーレコード B1F CUTUP STUDIO [NO MUSIC NO LIFE. PARTY] - Michael Kaneko Band（ドラム出演）
- 3/19 [長野] 志賀高原 [SNOW MONKEY BEER LIVE 2017] - Michael Kaneko Band（ドラム出演）
- 4/23 [神奈川] 材木座海岸 [GREENROOM FESTIVAL BEACH CLEAN UP & LIVE] - Michael Kaneko Band（ドラム出演）
- 5/6 [神奈川] 北鎌倉 [きたかまフェス] - MichaelKaneko Duo（ドラム出演）
- 5/27 [東京] 明治神宮外苑 [Coleman Outdoor Resort Park 2017] - Michael Kaneko Band（ドラム出演）
- 7/28 [新潟] [フジロックフェスティバル ’17] - Michael Kaneko Band（ドラム出演）
- 8/27 [群馬] 野反湖キャンプ場 [KuniROCK 2017] - Michael Kaneko Band（ドラム出演）
- 8/31 [東京] 東京駅 動輪の広場（DORIN Lounge） JR Tokyo Station DORIN Lounge - Michael Kaneko Duo（パーカッション出演）
- 9/9   [東京] VOLCOM #ThisFirstコンテスト ファイナルパーティー - アメリカ・テキサス州オースティン、VOLCOMの複合型実験スペース”VOLCOM GARDEN”にてソロパフォーマンス出演
- 9/16-17 [群馬] 水上高原リゾート200 [New Acoustic Camp 2017] - Michael Kaneko Band（ドラム出演）
- 9/23 [長野] 松本アルプス公園 [りんご音楽祭 2017] - Michael Kaneko Band（ドラム出演）
- 10/6 [東京] VOLCOM（ボルコム） STORE TOKYO 10TH ANNIVERSARY PARTY - MUSIC LIVE：御木惇史 / ATSUSHI MIKI (ドラム, 和太鼓, パーカッション) ソロパフォーマンス出演
- 11/18 [愛知] 刈谷 Cafe Naiton [Michael Kaneko Live in Kariya](Westbound EP リリースツアー）- Michael Kaneko Band（ドラム出演）
- 11/24 [東京]代官山LOOP [Westbound EP Release Party] (Michael Kaneko Westbound EP リリースワンマンライブ) - Michael Kaneko Band（ドラム出演）

### 2018年
- 3/3 [東京] 渋谷 WWW X [Rude-α presents "TEEDA"] (Rude-αリリースライブ)- Michael Kaneko Band（ドラム出演）

## タイアップ
| 曲名    | タイアップ                                                 | 初出                 |
| ------- | ---------------------------------------------------------- | -------------------- |
| 雨と山  | VOLCOM US（SURF）「Deadly Stones Mod Boardshort!」CMソング | アナログ盤「雨と山」 |
| 雨と山  | VOLCOM US（SURF）「Garden Stoneys!」CMソング               | アナログ盤「雨と山」 |
| Odyssey | NHK『見どころBS4K』タイトルバック                          | アナログ盤「雨と山」 |

## 受賞
- ファッションブランド＜VOLCOM＞が開催した世界同時グローバルコンテスト''ThisFirst'' （2017） - 日本代表・グランプリを受賞[2]

## モニター契約（エンドースメント契約）
- Pearl Drum / パール楽器製造（ドラムメーカー）
- Cymbals / セイビアン（シンバルメーカー）
- Vic Firth（ドラムスティックメーカー）
- REMO（ドラムヘッドメーカー）
- VOLCOM（アパレル）Ambassador

## エピソード
13歳（中学生）の頃、プロドラマーになることを決意したが練習する場所もお金もなかった。
小学校の恩師 音楽担任教師の元へ相談しに行ったところ、 音楽教師が自身のドラムセットを学校へ持参し授業で使用していた。
普段は音楽室のバックヤードに置いてあり、放課後であれば そのドラムセットを使っても良いと練習許可をもらい練習を開始することができた。
ある日、音楽担任教師が転勤することになり 「ドラムセットを転勤先に持っては行けず、これでプロドラマーに向かって頑張って」とその場でドラムセット一式を譲り受けた。
以後自身のツアーやソロ活動にて20年以上使用しており、譲り受けたドラムセットは後にモニター契約（エンドースメント契約）をするドラムメーカー Pearl Drumsと同じだったエピソードがある。